# Деребченко Андрій Васильович
Андрі́й Васи́льович Дере́бченко (26 вересня 1981 —28 серпня 2014) — солдат Збройних сил України, учасник російсько-української війни.

## Короткий життєпис
Народився 1981 року в Краснодарському краї (також вказується місто Хорол). Батько рано помер, мама виховувала Андрія та його сестру сама. 1992 року родина переїздить до села Вишняки. Закінчив Вишняківську школу, працював вантажником у місцевому сільгосппідприємстві. Пройшов строкову службу в 92-й бригаді. Після демобілізації працював охоронцем у Хоролі, 2 роки — у Полтаві, 2007-го перебрався до Кременчука, де також працював в охоронній фірмі. 2011 року одружився, перейшов працювати на Крюківський вагоноремонтний завод, коваль-штампувальник. За деякий час позбувся праці, через місяць сталося розлучення.
У часі війни — доброволець, призваний за мобілізацією 2 серпня. Старший стрілець 92-ї окремої механізованої бригади. 25 серпня вирушив у складі підрозділу із Дніпропетровської області в зону бойових дій.
28 серпня ротно-тактична група рухалась у район Старобешевого з метою деблокування українських підрозділів в Іловайську. За 5 км на схід від міста Комсомольське (Донецька область) о 4-й ранку колона потрапила під масований обстріл російських військ з РСЗВ «Град», мінометів і танків та під вогонь ДРГ терористів. Снаряд від «Граду» потрапив у його БТР. Тоді ж полягли Руслан Батраченко, Юрій Безщотний, Антон Бутирін, Сергій Бризгайло, Олександр Карасик, Олександр Карпенко, Василь Лепетюха, Ігор Романцов, Сергій Чорний.
Тіло Андрія перебувало в морзі Запоріжжя, ідентифіковане за експертизою ДНК. 20 лютого 2015 року воїна поховали у селі Вишняки. В останню дорогу прощали усім селом.
Залишились маленький син Артем, мама Тетяна, сестра.

## Нагороди та вшанування
За особисту мужність і героїзм, виявлені у захисті державного суверенітету та територіальної цілісності України, вірність військовій присязі під час російсько-української війни, відзначений — нагороджений:
- 17 липня 2015 року — орденом «За мужність» III ступеня (посмертно);[1]
- відзнакою «За вірність народу України» І ступеня (посмертно) — рішення Полтавської обласної ради від 21 жовтня 2015.
- Його портрет розміщений на меморіалі «Стіна пам'яті полеглих за Україну» у Києві: секція 3, ряд 5, місце 20
- Вшановується 28 серпня на щоденному ранковому церемоніалі вшанування українських захисників, які загинули цього дня у різні роки внаслідок російської збройної агресії[2]
- Іловайський Хрест (посмертно)
- Почесний громадянин Хорольського району (рішення Хорольської районної ради 31-ї сесії сьомого скликання від 09.08.2019 року; посмертно).